# 劉般
劉般（20年—79年），字伯興，彭城人，漢宣帝的玄孫，楚王刘纡的儿子；東漢居巢侯。

## 生平
劉般沒幾歲時父親便去世，劉般和母親相依為命。王莽敗亡，天下大亂，劉般的母親聽聞更始帝即位，於是和劉般前往長安。遇上更始帝敗亡，又和劉般輾轉遷居於戰爭之中，後來西行到上隴，流落到武威。劉般雖然年少，立志修養品德，講授誦讀詩書孜孜不倦。劉般的母親和諸位舅舅，認爲他們寄身在這種偏遠之地，生死都難以預料，沒有必要苦讀到這種地步，有好幾次都向劉般說教，劉般仍然不改其志。
建武八年（33年），隗囂兵敗，河西道路被打通，劉般便東遷到洛陽，拜師修經學。第二年（34年），漢光武帝下詔，封劉般爲菑丘侯，奉祀孝王，派他前往封地。後來因爲封國屬楚王，改封杼秋侯。
建武十九年（44年），漢光武帝抵達沛，詔問郡中諸侯的德行和才能。太守舉薦劉般，認為劉般束脩至行，能爲諸侯的表率。漢光武帝聽後，嘉獎劉般，賜給劉般綬帶、錢百萬、絲織品二百匹。
建武二十年（45年），劉般隨同漢光武帝回洛陽，賜給劉般穀物和其他零碎用品，封為侍祠候。
永平元年（58年），以國屬沛，改封居巢侯。幾年後，揚州刺史觀恂舉薦劉般，認為劉般在封地，說出來的話都很有道理，行爲沒有怨惡，應該要受到表彰。漢明帝便嘉獎了他。
永平十年（68年），劉般受召行執金吾事，跟隨漢明帝到南陽，回來後任朝侯。隔年（69年），兼任屯騎校尉。當時五校這些顯要的職位很有空閒，府寺房屋寬敞，車服光潔華麗，有許多精美奇巧的工藝品，所以多由宗室和天子親屬居住。每次皇帝出巡郡國時，劉般常領長水胡騎隨從。當時朝廷下令禁止農民兼營商業。又因郡國發生牛瘟，實施區種耕種（氾勝之發明提倡的一種農地利用方式，見《氾勝之書》），官吏的檢查，大多和實際不符，百姓們都很擔心。劉般上言說：「郡國因為官禁二業，導致有田的人無法捕魚打獵。現在沿江的郡都少種桑而養蠶，百姓藉由打獵捕魚的方式，輔助作為糧食，農事清閑的月份，也不妨害農作。漁獵之利，爲田除害，有助穀食，與從事二種職業沒有關係。郡國因牛疫、水旱，墾田數量減少，所以詔書下令採納區種，增進頃畝，是為老百姓。但官吏卻採用度田的方式，想讓産量比前年還多，沒有種植的地方，也用來租用。可令刺史、二千石的官員，務必審核是否屬實，如果有所增加，都應該與奪田同罪。」漢明帝採納了劉般建言。漢章帝即位後，劉般任長樂少府。
漢明帝打算設置常平倉，公卿們都認爲很方便。劉般則認爲常平倉表面上有利民的美名，實際上卻是侵害百姓，豪強大族互相勾結，百姓無法得到實惠，設置後不見得帶來便利。於是漢明帝便打消了這個念頭。
建初二年（78年），劉般升任為宗正。劉般的妻子去世，朝廷給予許多贈禮，賜墓地於顯節陵下。劉般在任內時很常談論政事。對於收容救濟九族，行動相當積極，當時的人們都稱讚他。
建初三年（79年），劉般去世，享年六十歲。

## 相關考證
「劉般」，原作「劉磐」。《北堂書鈔·卷五三》、《北堂書鈔·卷五四》、《北堂書鈔·卷六一》 、《初學記·卷一二》、《白孔六帖·卷七五》、《白孔六帖·卷七七》、《太平御覽·卷兩百三十》皆引用劉般事跡片段，名字皆作「劉般」，姚本《東觀漢記》、聚珍本《東觀漢記》亦作「劉般」。
「字伯興」，原作「字仲興」，《北堂書鈔·卷六一》引劉般為屯騎校尉的事情，亦用「字仲興」，皆是謬誤。《初學記·卷一二》、《太平御覽·卷兩百三十》引劉般為宗正事，皆云「字伯興」，與聚珍本相同，范曄的後漢書劉般傳也是「字伯興」。

## 家庭

### 父
- 劉紆。[14]

### 子
- 劉愷，原本襲封劉般的爵位，讓與弟劉憲。[15]東漢司空。
- 劉憲，襲封劉般的爵位。[15]

## 外部連結
- 《東觀漢記校注》（页面存档备份，存于）

## 延伸阅读
[在维基数据编辑]
 《後漢書·卷39》，出自范晔《後漢書》
 《東觀漢記》